# AsiaSat
A Asia Satellite Telecommunications Co. Ltd. (comumente denominado de AsiaSat) é um operador comercial de satélite de comunicação. A AsiaSat é baseado em Hong Kong, com dois principais acionistas, CITIC (34,8 por cento) e General Electric (34,1 por cento).

## Satélites
| Nome       | Fabricante                  | Lançamento             | Estado                        | Posição órbital | Nota |
| ---------- | --------------------------- | ---------------------- | ----------------------------- | --------------- | --- |
| AsiaSat 1  | Hughes                      | 7 de abril de 1990     | Inativo desde janeiro de 2003 |                 | O satélite foi lançado como Westar 6 em fevereiro de 1984 para a Western Union, abordo do ônibus espacial na missão STS-41-B, mas o mesmo ficou preso em órbita, ele foi recuperado pelo ônibus espacial na missão STS-51-A em novembro de 1984, e foi vendido para a AsiaSat, e lançado novamente em 7 de abril de 1990, desta vez abordo de um foguete chinês Longa Marcha 3 booster.                          |
| AsiaSat G  | NPO PM                      | 20 de maio de 1994     | Inativo                       |                 | O satélite foi originalmente lançado sob o nome de Gorizont 30. |
| AsiaSat 2  | Lockheed Martin/Astro Space | 28 de novembro de 1995 | Inativo                       | 120° E          | Locado pela Spacecom em 2009, que o comercializou sob o nome de AMOS 5i. |
| AsiaSat 3  | Hughes Aircraft             | 24 de dezembro de 1997 | Inativo desde julho de 2002   | 60° W           | Durante o seu lançamento ocorreu uma falha na quarta fase do bloco acelerador DM3 que deixou o satélite encalhado em uma órbita altamente inclinada (51 graus), embora ainda totalmente funcional. O satélite foi transferido para a Hughes Global Services Inc. e renomeado para HGS-1. Depois que o mesmo foi colocado em uma órbita estável,o HGS-1 foi adquirido pela PanAmSat, e foi renomeado para PAS-22. |
| AsiaSat 3S | Boeing Satellite Systems    | 21 de março de 1999    | Ativo                         | 105,5° E        | |
| AsiaSat 4  | Boeing Satellite Systems    | 12 de abril de 2003    | Ativo                         | 122,2° E        | |
| AsiaSat 5  | Space Systems/Loral         | 11 de agosto de 2009   | Ativo                         | 100,5° E        | |
| AsiaSat 6  | Space Systems/Loral         | 7 de setembro de 2014  | Ativo                         | 120° E          | Também conhecido por Thaicom 7 |
| AsiaSat 7  | Space Systems/Loral         | 25 de novembro de 2011 | Ativo                         | 105,5° E        | Também conhecido por AsiaSat 5S. |
| AsiaSat 8  | Space Systems/Loral         | 5 de agosto de 2014    | Ativo                         | 4° W            | Locado pela Spacecom em 2017, que o comercializa sob o nome de AMOS 7. |
| AsiaSat 9  | Space Systems/Loral         | 28 de setembro de 2017 | Ativo                         | 122,2° E        | |
| AsiaSat 10 |                             |                        | Em planejamento               |                 | |